# Alpha Galates

Orden secreta fundada en 1934 por George Monti un personaje poderoso de las sociedades secretas de Francia, en el siglo XX. 
La Orden publicó sus estatutos el 27 de diciembre de 1937 y se adhirieron muchos personajes vinculados a la masonería. El principal propósito de esta sociedad era la de apoyar a los franceses que habían sido víctimas de la ocupación nazi de la Segunda Guerra Mundial, aunque con ideales patrióticos y de apoyo social mutuo.
La organización interna estaba regida por nueve Grados según los estatutos de 1956 y siendo el Timonel el denominado "Majestad Druida". El manifiesto también indica que toda la Orden está dividida en dos grupos: "La Legión" y "La Falange" y se organiza en arcos y provincias. Cualquiera podía ser miembro, excluyéndose únicamente a los judíos. La revista "Vaincre" (Conquista),  era de propiedad de la Orden y publicaba sus ideas, aunque sus publicaciones se datan de los años de 1942 a 1943 con 1400 ejemplares y desapareció.
El señor Pierre Plantard de Saint-Clair se encuentra registrado como Gran Maestre de la Orden Alpha-Galates en 1942 cuando contaba con tan solo 22 años.